# Gnophos subclarilimbata
Gnophos subclarilimbata là một loài bướm đêm trong họ Geometridae.